# Секретарь-референт

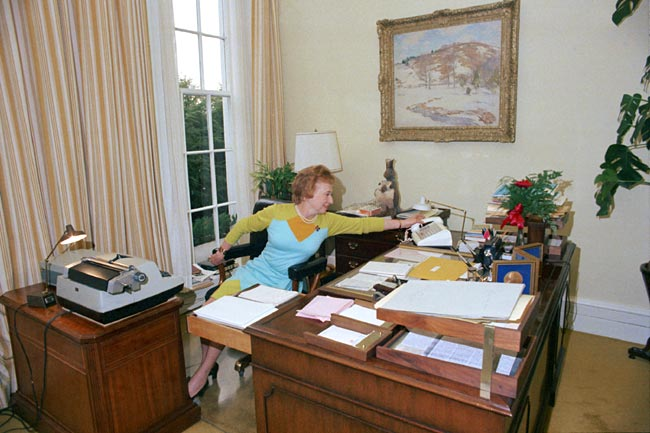
Роуз Мэри Вудс, секретарь Ричарда Никсона.

Секрета́рь-рефере́нт — профессиональный административный офисный (конторский) работник, с широким кругом обязанностей от приёма телефонных звонков (ресепшионист) до помощника руководителя (личный секретарь). 
От современного секретаря-референта обычно требуется навык работы с персональным компьютером, знание иностранных языков, коммуникабельность, культура общения, пунктуальность, аккуратность и так далее.

## Обязанности
- Приём телефонных звонков, поступающих руководителю;
- Работа с документами: определение важности, подготовка, оформление, рассылка, получение, хранение, систематизация;
- Планирование и подготовка приёма посетителей;
- Помощь в заказе гостиниц и авиабилетов;
- Участие в подготовке деловых переговоров;
- Заказ канцтоваров и прочих вещей, необходимых для жизнедеятельности офиса (конторы), иногда — обеспечение руководителя продуктами.

По данным рекрутинговой компании MarksMan, секретарь — это одна из тех должностей, которые связаны с большим количеством переработок и работы вне рабочего времени. Секретари-референты, а также водители и работники некоторых других специальностей вынуждены приспосабливаться к рабочему графику своего начальства и большую часть своего времени находятся в состоянии готовности.

## История
Слово секретарь происходит от лат. secretus: в Древнем Риме секретарями назывались доверенные лица; первоначально ими были мужчины. Секретари могли сосредотачивать в своих руках значительную власть, подменяя собой господина, при котором состояли, что выразилось в появлении таких должностей как генеральный секретарь и государственный секретарь (статс-секретарь).
Начиная с 1880-х годов (с изобретением печатной машинки) профессия секретаря начала приобретать и женское лицо, и к концу Первой мировой войны в этой профессии стали появляться женщины секретари-референты.
С развитием интернет-технологий появилась новая разновидность секретарей — виртуальный секретарь, или виртуальный ассистент. Это частное лицо или фирма, предоставляющая нанимателю услуги, традиционно составляющие обязанности секретаря, без физического присутствия в офисе. Эта разновидность онлайн-услуг востребована как начинающими предпринимателями, которым просто выгодно купить услугу написания писем или приёма переведённых телефонных звонков, нежели снимать офис, нанимать работника и платить за него социальные налоги, так и крупным компаниям, стремящимся подчеркнуть свою креативность и созвучность новым технологиям. Также этот вид секретаря позволяет получить наиболее качественные услуги от разных специалистов в своём деле по цене одного работника.

## Образ секретаря в коллективном сознании
Должностные обязанности секретаря часто ассоциируются с умением варить кофе и печатать на печатной машинке (персональном компьютере)  или отвечать на телефонные звонки.
Согласно официально проведённым [кем?] исследованиям, главным рабочим качеством секретаря считается исполнительность, организованность, дипломатичность, ответственность и пунктуальность.